# Schaf (Wappentier)

Schaf als Wappentier, Donamarìa, Navarra

Schafe als Schildhalter: Tienen

Das Schaf als Wappentier wird in der Heraldik in zwei Formen dargestellt.
In der Wappenbeschreibung oder Blasonierung wird es häufig als Lamm oder bei der Darstellung von Hörnern als Widder (Bock, männliches Schaf) beschrieben.
Das Wappen der Färöer zeigt den Widder, da die Inselgruppe ursprünglich Schafsinseln hieß. Zumindest dominieren das Land Schafe als Haustier.
Als Agnus dei wird dem Schaf als gemeine Figur ein Heiligenschein oder Nimbus um den Kopf gelegt. Es wird so zum Wappentier mit religiöser Aussage. Mit nach linksgewandtem Kopf und mit einem Vorderbein eine Fahne haltend ist es als Gotteslamm in Wappen dargestellt.
|
Siehe auch: Religion (Heraldik): Agnus Dei
Die andere Darstellung ist eine sehr einfache. Stehend oder laufend nach rechts (heraldisch) und in gleiche Richtung blickend, manchmal eine Fahne haltend, aber ohne Nimbus, ist es eine schlichte Wappenfigur. Das rechte Vorderbein ist erhoben. Die Hauptfarbe ist Silber (weiß) oder Gold. Es soll in dieser Form die Schafzucht und Haltung in der Region versinnbildlichen. Als Dreipass gestellte drei Schafe werden häufig zwei über eins (2:1) im Wappen gezeigt.
Die Bewehrung kann anders tingiert sein, das heißt für Hufe und Hörner sind andere Farben möglich.
Bisweilen sind nur Hörner im Wappen. Diese können im Oberwappen wiederholt werden. 

Wappen von Szeged mit einem Schaf im Oberwappen
Ansoáin
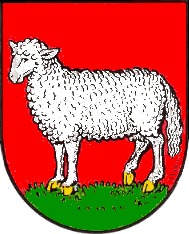
Bubach
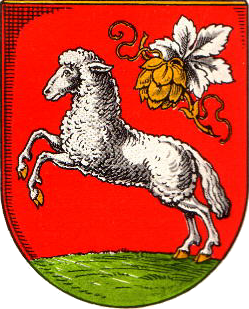
Lamm, redend, im Wappen von Lamspringe
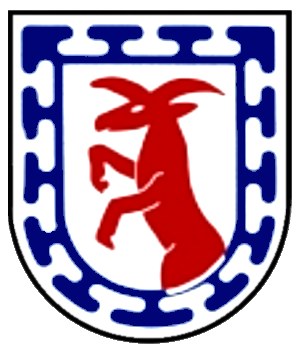
Widder im Wappen von Kreenheinstetten
Widder im Wappen von Schaffhausen
Widder im Wappen der Färöer
Widder im Wappen der Insel Gotland
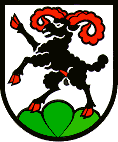
Widder im Wappen von Roggenburg BL
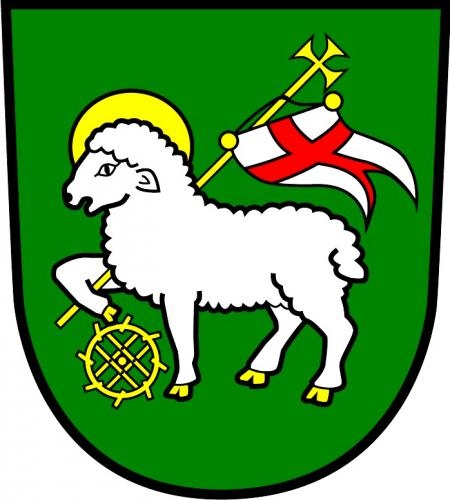
Kadau (Tschechien)
Trentschin (Slowakei)
Widderhorn im Wappen von Burgsinn
Widderhörner im Wappen von Grabenstätt
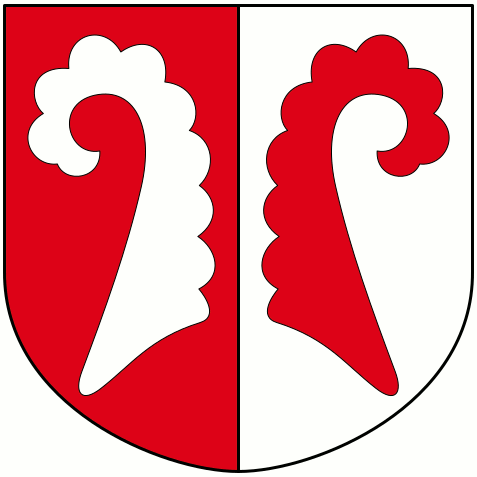
Widderhörner im Wappen von Kematen in Tirol
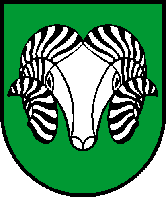
Tiroler Steinschaf im Wappen von Tux
Redendes Wappen von Widdern

Mit Ziegenböcken, Gämsen, Steinböcken und anderen Hornträgen sind bei Tier und besonders beim Gehörn in der Heraldik Verwechslungen möglich. Die Wappenbeschreibung muss es klären.
Die Darstellungen eines hängenden Lammes an einer Ordenskette oder nur das Lammfell an dieser sind das Symbol des Ordens vom Goldenen Vlies. Dieser Orden wird bei entsprechenden Vollwappen um den Schild gelegt.